# 마카푸노

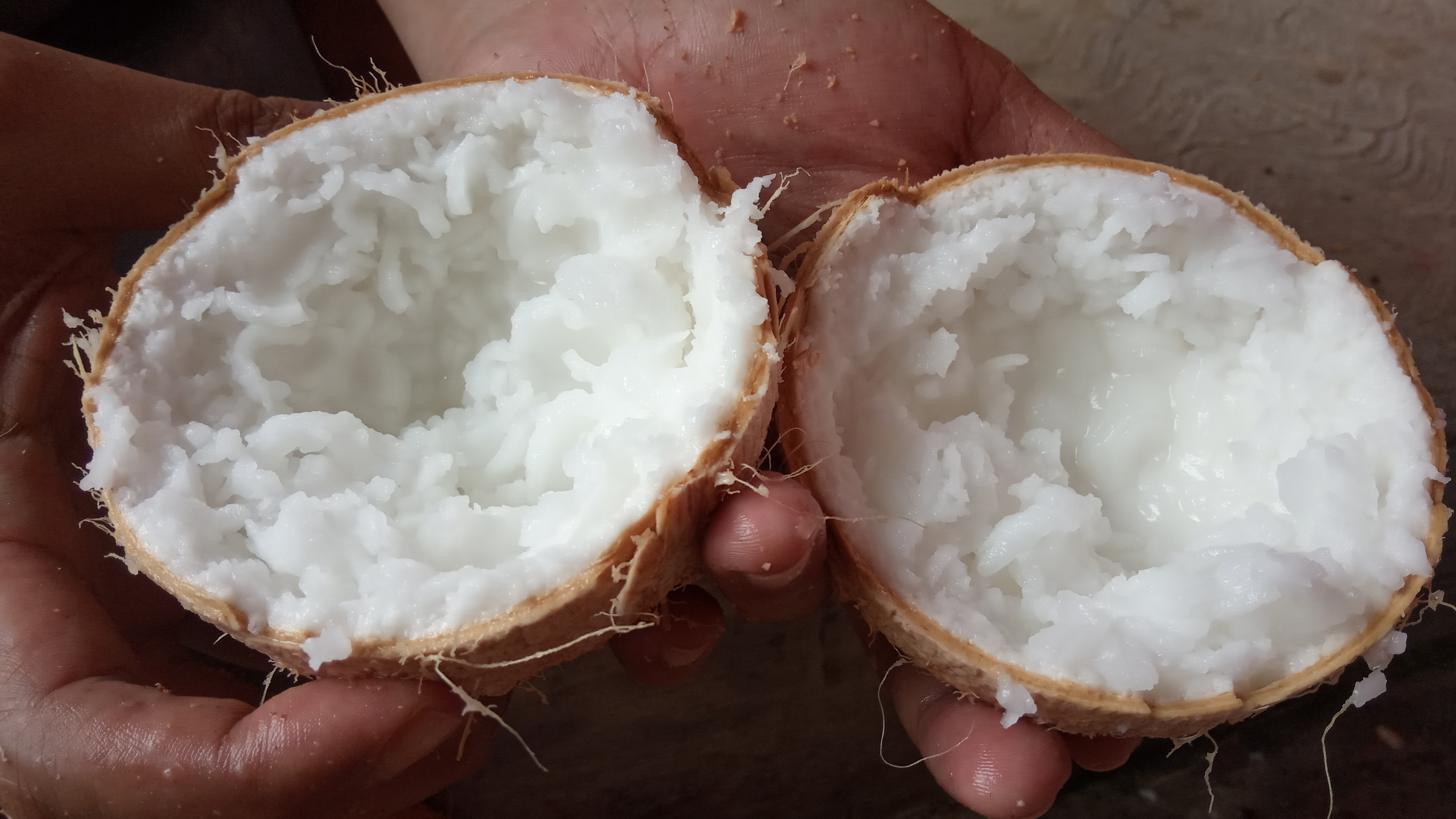
마카푸노 코코넛

마카푸노(타갈로그어: makapuno)는 자연적으로 발생하는 코코넛 변이 품종이다. 배젖 발달이 비정상적으로 되어, 코코넛워터는 없고 코코넛 내부가 말랑말랑하고 투명한 젤리 같은 과육으로 가득 차게 된다.

## 이름
마카푸노 변이가 일어난 코코넛은 여러 가지 이름으로 불린다.
- 도웅 크띠흐(크메르어: ដូងខ្ទិះ): 캄보디아
- 디키리 폴(싱할라어: දීකිරි පොල්): 스리랑카
- 마프라오 까티(태국어: มะพร้าว กะทิ): 태국
- 부코 마카푸노(타갈로그어: buko makapuno): 필리핀
- 즈어 삽(베트남어: dừa sáp): 베트남
- 클라파 코표르(인도네시아어: kelapa kopyor): 인도네시아
- 타이르 텡아(말라얄람어: തൈര് തേങ്ങ): 인도